# Соколов, Борис Павлович (спортсмен)
Бори́с Па́влович Соколо́в (4 января 1921, Москва, РСФСР — 22 мая 1988, Москва, СССР) — советский спортсмен, футболист, игрок в хоккей с шайбой. Защитник.

## Карьера
Воспитанник футбольной юношеской команды «Спартак» Москва. За свою карьеру выступал в московских командах «Спартак» и «Крылья Советов». Был капитаном хоккейного «Спартака», за который сыграл 98 матчей и забросил 37 шайб в высшей лиге.
По завершении карьеры игрока работал старшим тренером СК «Электроламповый завод» (1960-е) и СК «Кунцево» (1970-е). Работал тренером по хоккею, в том числе возглавлял горьковское «Торпедо» (1954—1955) и московский «Локомотив» (1956—1957).

## Достижения

### Хоккей с шайбой
- Второй призёр чемпионата СССР: 1948
- Третий призёр чемпионата СССР: 1947

### Футбол
- Финалист Кубка СССР: 1948